# Oh Wonder
Oh Wonder est un duo britannique d'indie pop, originaire de Londres, en Angleterre. Il est composé d'Anthony Vander West (né West) et de Josephine Vander West (née Vander Gucht). Depuis la sortie de leur premier album, ils connaissent un succès international avec leurs singles alt-pop. Oh Wonder enregistre et publie une chanson par mois pendant un an, à partir de septembre 2014. Toutes les chansons sont publiées ensemble en tant que premier album éponyme le 4 septembre 2015. Le 14 juillet 2017, le duo publie son deuxième album, Ultralife. Le 12 février 2020, ils publient leur troisième album, No One Else Can Wear Your Crown. Le 8 octobre 2021, le duo, désormais marié, sort son quatrième album studio, 22 Break. Les quatre albums sont écrits, enregistrés, produits et mixés par le duo et ont connu un succès multiplateforme.
Le groupe a joué à guichets fermés à Londres, Paris, New York et Los Angeles une semaine après la sortie de son premier album, ce qui marque le début de sa carrière en tournée. Depuis, ils donnent de nombreux concerts en tête d'affiche et participent à des festivals dans de nombreux pays.

## Histoire

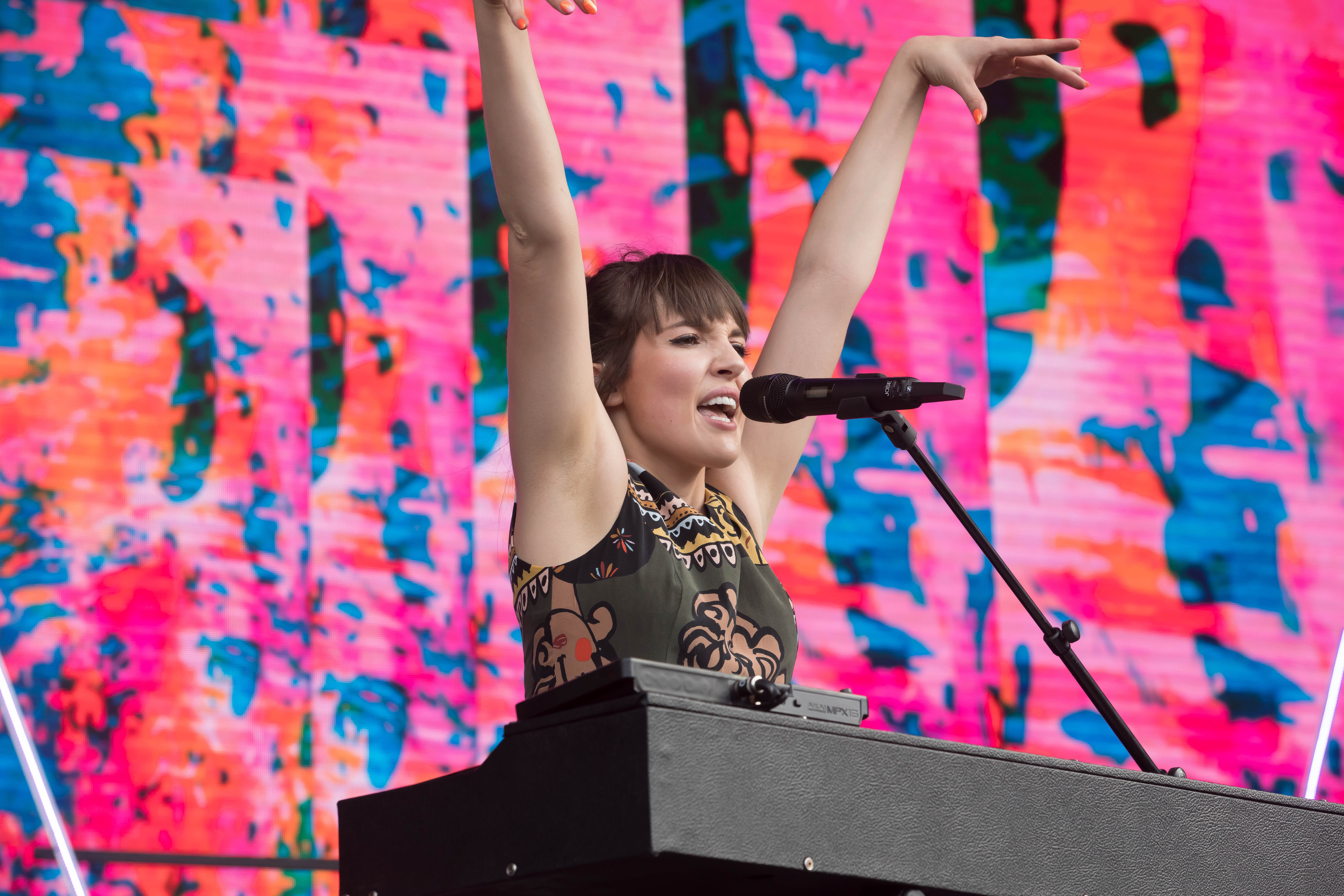
Josephine Vander West pendant lUltralife World Tour en 2018.

Avant la formation de Oh Wonder, Josephine était une artiste solo, d'abord sous son propre nom, puis sous le pseudonyme LAYLA. Anthony faisait d'abord partie des groupes Tonight is Goodbye, Futures et We the Wild. Les deux se rencontrent pour la première fois le 21 mars 2010 à High Wycombe, alors qu'Anthony était dans le public lors d'un concert solo de Josephine. Un an plus tard, elle assiste à l'un de ses concerts, discute avec lui, et ils commencent à écrire des chansons et à faire de la musique ensemble.
Le duo sort ses deux premières chansons sous le nom de Wonder Wonder, mais le change en Oh Wonder lorsqu'ils apprennent l'existence d'un autre groupe au nom similaire.
Oh Wonder a une approche peu orthodoxe pour sortir son premier album éponyme, Oh Wonder. Pendant un an, le duo sort un nouveau single chaque mois, à partir du 1er septembre 2014, ayant écrit, produit et mixé chaque chanson dans leur home studio à Londres. Ces installations mensuelles culminent avec la sortie en 2015 de ce premier album, qui comprend également deux chansons inédites. Le disque atteint la 16e place du UK Albums Chart, la 16e place du Canadian Albums Chart, et la 80e place du Billboard 200,.
Le 5 septembre 2019, Oh Wonder publie Hallelujah, le premier single de leur prochain album, suivi de Better Now le 25 octobre et de I Wish I Never Met You le 14 novembre. Le même jour, ils annoncent sur Twitter que l'album, intitulé No One Else Can Wear Your Crown, sortirait le 7 novembre. Les singles This Christmas, Happy et In and Out of Love suivent. Dans le cadre de la couverture médiatique de leur troisième album, Joséphine et Anthony révèlent qu'ils sont en couple depuis sept ans.
Le couple devait entamer une tournée de soutien à No One Else Can Wear Your Crown en Europe et en Amérique du Nord en mars 2020 ; cependant, la dernière partie de la tournée, y compris la totalité du segment nord-américain, est reportée en raison de la pandémie de Covid-19.
Soumis aux restrictions britanniques de « rester à la maison » liées au nouveau Covid-19, Oh Wonder publie une série de nouveaux titres sur un EP intitulé Home Tapes,,.
Le 7 octobre 2022, le groupe publie une suite à l'album, 22 Make, pour célébrer leur relation. En mars 2024, Joséphine annonce travailler sur un album solo sous le nom de scène That Woman, Anthony ne servant que de producteur. Son premier single, Hymn for a Woman, qui explore différents aspects de la féminité, sort indépendamment le 3 mai 2024.

## Discographie

### Albums studio
- 2015 : Oh Wonder (Republic Records)
- 2017 : Ultralife (Island Records)
- 2020 : No One Else Can Wear Your Crown (Island Records)
- 2021 : 22 Break (Island Records)
- 2022 : 22 Make (Island Records)

### EP
- 2020 : Home Tapes

### Singles
- 2014 : Body Gold
- 2014 : Shark
- 2014 : Dazzle
- 2014 : All We Do
- 2014 : The Rain
- 2015 : Lose It
- 2015 : Technicolour Beat
- 2015 : Midnight Moon
- 2015 : Livewire
- 2015 : White Blood
- 2015 : Landslide
- 2015 : Drive
- 2015 : Heart Hope
- 2015 : Without You
- 2015 : Plans
- 2017 : Ultralife
- 2017 : Lifetimes
- 2017 : My Friends
- 2017 : Heavy
- 2017 : High on Humans
- 2017 : Solo
- 2017 : All About You
- 2017 : Bigger Than Love
- 2017 : Heart Strings
- 2017 : Slip Away
- 2017 : Overgrown
- 2017 : Waste
- 2019 : Hallelujah
- 2019 : Better Now
- 2019 : I Wish I Never Met You
- 2019 : This Christmas
- 2020 : Happy
- 2020 : In and Out of Love
- 2020 : Lonely Star
- 2020 : Keep on Dancing
- 2022 : Magnificent

### Sous Gastmusiker
- 2017 : The Way Life Goes (Lil Uzi Vert feat. Oh Wonder and Nicki Minaj)
- 2018 : Superlove (Whethan feat. Oh Wonder)
- 2020 : How Would I Know (Kygo & Oh Wonder)